# Hypopyra
Hypopyra is een geslacht van vlinders van de familie spinneruilen (Erebidae), uit de onderfamilie Catocalinae.

## Soorten
- H. africana (Kirby, 1896)
- H. allardi (Oberthür, 1878)
- H. burmanica Hampson, 1913
- H. capensis Herrich-Schäffer, 1854
- H. carneotincta (Hampson, 1913)
- H. contractipennis Joannis, 1912
- H. endoxantha Hampson, 1913
- H. feniseca Guenée, 1854
- H. guttata Wallengren, 1856
- H. hampsoni Aurivillius, 1925
- H. lactipex Hampson, 1913
- H. malagassica Mabille, 1879
- H. malgassica Mabille, 1879
- H. megalesia Mabille, 1880
- H. meridionalis Hampson, 1913
- H. ochracea Candèze, 1927

- H. ossigera Guenée, 1852
- H. padanga Swinhoe, 1918
- H. pudens Walker, 1858
- H. rufescens (Kirby, 1896)
- H. shiva Guenée, 1852
- H. spermatophora Hampson, 1913
- H. unistrigata Guenée, 1952
- H. vespertilio Fabricius, 1787
- H. villicosta Prout, 1919